# Єжний Врх
Єжний Врх (словен. Ježni Vrh) — поселення в общині Шмартно-при-Літії, Осреднєсловенський регіон, Словенія. 
Висота над рівнем моря: 543,6 м.